# Willem Petrus Nel
Willem Petrus Nel (Loeriesfontein, 30 aprile 1986) è un rugbista a 15 sudafricano, internazionale per la Scozia, che gioca come pilone nell'Edimburgo in Pro14.

## Biografia
Nel fece il suo esordio nel rugby professionistico disputando l'edizione 2008 della Vodacom Cup con la maglia di Western Province. Lo stesso anno giocò anche la Currie Cup nelle file dei Boland Cavaliers. Negli ultimi mesi del 2008 firmò un contratto con i F.S. Cheetahs e con la collegata franchigia dei Cheetahs. Il 2009 lo vide raggiungere la finale di Currie Cup con i Free State Cheetahs, ma questi furono sconfitti dai Blue Bulls; nella stessa annata giocò con la squadra provinciale anche contro i British and Irish Lions durante il loro tour sudafricano del 2009. Dopo tre stagioni di Currie Cup e quattro di Super Rugby, annunciò, nel febbraio 2012, il suo trasferimento alla franchigia scozzese di Edimburgo, la quale giocava in Pro12. La migliore annata con gli scozzesi fu quella 2014-2015 quando arrivò alla finale di Challenge Cup persa contro Gloucester e venne inserito nel dream team del campionato di Pro12.
Nel ottenne la cittadinanza scozzese nel 2015 grazie a tre anni di residenza nel paese britannico. Dopo essere sceso in campo in tre degli incontri preparatori della Scozia per la Coppa del Mondo di rugby 2015, entrò a far parte dei convocati per il torneo; durante la competizione mondiale ottenne cinque presenze, tra cui il quarto di finale perso contro l'Australia, e segnò la sua prima meta in nazionale contro gli Stati Uniti nella fase a gironi. Nel 2016 disputò tutto il Sei Nazioni e tutte le amichevoli del tour estivo. Un doppio infortunio al collo lo tenne fuori dal campo fino all'estate del 2017 durante la quale andò in tournée. Nel primo dei test match autunnali del 2017, giocato contro Samoa, si fratturò un braccio e poté tornare in nazionale solo per il Sei Nazioni 2018; dopo tre presenze nel massimo torneo europeo, ne ottenne altre quattro nella sessione internazionale dell'autunno 2018. Il Sei Nazioni 2019 lo vide titolare nelle prime tre giornate, ma poi un infortunio al polpaccio non gli permise di finire la competizione.
Nel vestì in due occasioni la maglia dei Barbarians: la prima nel 2009 contro la Nuova Zelanda e la seconda otto anni dopo contro l'Inghilterra.